# Apanteles parmula
Apanteles parmula är en stekelart som beskrevs av Nixon 1965. Apanteles parmula ingår i släktet Apanteles och familjen bracksteklar. Inga underarter finns listade i Catalogue of Life.